# Sz. Burger Alice
Szász Pálné Burger Alice (Budapest, 1925. március 6. – 2022. december 28.) késő római kori magyar régész.

## Élete
A budapesti Pázmány Péter (1950-től Eötvös Loránd) Tudományegyetemen végezte tanulmányait és szerzett diplomát.
1949-től 1950-ig az Országos Múzeumi és Műemléki Központ munkatársa, 1951-től 1982-ig a budapesti Magyar Nemzeti Múzeum munkatársa, ahol többek között a régészeti adattári osztályt vezette. Fülep Ferenc főigazgatóval együttműködésben több közös publikációt adott közzé. 1959-ben doktorált az ókor régészetéről szóló disszertációval; 1981-ben jelent meg kandidátusi disszertációja a késő római pénzforgalomról Pannóniában.
Munkaterülete a római provinciák régészeti feldolgozása, ezen belül is Pannónia tartomány és az ókori Aquincum története, a temetkezési rítusok és temetkezési területek kutatása, műemlékkutatás és numizmatika. Részt vett Baranya, Tolna és Somogy megyei ásatásokon, közreműködött a Tabula Imperii Romani, Corpus Signorum Imperii Romani és Magyarország római kori feliratai című projektekben, valamint kiegészítéseket adott ki a Corpus Inscriptionum Latinarumhoz.
Több éven át a Magyar Nemzeti Múzeum Régészeti Füzetek című folyóiratának szerkesztője volt.

## Főbb művei
- Áldozati jelenet Pannónia kőemlékein (= Régészeti Füzetek. Series II, Nr. 5). Ungarisches Nationalmuseum, Budapest 1959, OCLC 458981800
- The late roman cemetery at Ságvár. Akadémiai Nyomda, Budapest 1966, OCLC 611596885 (Aus: Acta archaeologica Academiae Scientiarum Hungaricae. 18, 1966, S. 99–234 (online, PDF; 450 MB)
- mit Ferenc Fülep: Pécs római kori kőemlékei. Janus Pannonius Múzeum, Pécs 1974, OCLC 1014783083
- Das spätrömische Gräberfeld von Somogyszil. Akadémiai, Budapest 1979, ISBN 963-05-1855-4
- Late Roman money circulation in South-Pannonia. Ungarisches Nationalmuseum, Budapest 1981, ISBN 963-562-922-2
- mit Ferenc Fülep: Das Gebiet zwischen der Drau und der Limesstrecke Lussonium-Altinum (= Die römischen Inschriften Ungarns. Teil 4). Akadémiai, Budapest 1984, ISBN 963-05-3254-9
- Die Skulpturen des Stadtgebietes von Sopianae und des Gebietes zwischen der Drau und der Limesstrecke Lussonium-Altinum (= Corpus signorum imperii Romani. Teil 7). Akadémiai, Budapest 1991, ISBN 963-05-5595-6

## Cikkek és tanulmányok
- Collegiumi kőfaragóműhelyek Aquincumban. In: Budapest Régiségei. 19, 1959, S. 9–26 (online)
- Die Szene der „lupa capitolina“ auf provinzialen Grabsteinen. In: Folia Archaeologica. 13, 1961, S. 51–61 (online)
- Bemerkungen und Nachträge zu CIL III 3299. In: Folia Archaeologia. 17, 1965, S. 103–109 (online)
- Rómaikori temető Majson. In: Archaeologiai Értesítő. 99, 1972, S. 64–100 (online, PDF; 292,5 MB)
- (Fülep Ferenc kutatótársaként): Baranya Megye a Római Korban. In: Bándi Gábor (szerk.): Baranya megye története az őskortól a honfoglalásig. Pécs 1979, ISBN 978-963-01-2342-6, S. 221–317 (online), német nyelvű összefoglaló: S. 318–328 (online)

## Fordítás
Ez a szócikk részben vagy egészben  az   Alice Sz. Burger című német Wikipédia-szócikk ezen változatának fordításán alapul.  Az eredeti cikk szerkesztőit annak laptörténete sorolja fel. Ez a jelzés csupán a megfogalmazás eredetét és a szerzői jogokat jelzi, nem szolgál a cikkben szereplő információk forrásmegjelöléseként.